# La Aurora, Guanajuato
La Aurora är en ort i Mexiko.   Den ligger i kommunen Celaya och delstaten Guanajuato, i den centrala delen av landet, 220 km nordväst om huvudstaden Mexico City. La Aurora ligger 1 778 meter över havet och antalet invånare är 2 605.
Terrängen runt La Aurora är platt söderut, men norrut är den kuperad. Runt La Aurora är det tätbefolkat, med 343 invånare per kvadratkilometer. Närmaste större samhälle är Celaya, 12,9 km sydväst om La Aurora. Trakten runt La Aurora består till största delen av jordbruksmark.